# Narcao
Narcao (sardinsky: Narcàu) je italská obec (comune) v provincii Sud Sardegna v regionu Sardinie. Nachází se ve výšce 125 metrů nad mořem a má přibližně 3 000 obyvatel. Rozloha obce je 85,88 km².